# Gilbert Bawara
Gilbert Badjilembayéna Bawara est un homme politique togolais.

## Biographie
Originaire de Siou, il est ministre de l'Administration territoriale, de la Décentralisation et des Collectivités locales  dans le gouvernement de Kwesi Séléagodji Ahoomey-Zunu. Nommé le 31 juillet 2012, il est reconduit à son poste le 17 septembre 2013. Depuis juin 2015, il est devenu le ministre de la fonction publique, du travail et de la réforme administrative dans le gouvernement du Premier Ministre, Komi Sélom Klassou. Homme influent dans le cercle de Faure Gnassingbé (Chef de l'Etat togolais). Gilbert Bawara a joué également le rôle du véritable porte-parole du gouvernement togolais. Le 20 août 2024, Gilbert Bawara change de portefeuille et devient le Ministre de la réforme du service public, du travail et du dialogue dans le gouvernement Tomégah-Dogbé II .

## Décorations
- Commandeur de l'ordre du Mono (2018)[6]